# Солина
Солина (пол. Solina) — село в Польщі, у гміні Солина Ліського повіту Підкарпатського воєводства. Лемківське село на прадавніх етнічних українських територіях. Населення — 426 осіб (2011).

## Історія
Село Солина вперше в документах зустрічається в 1426 році, як власність Кмітів, користувалось Волоським правом. До 1426 — правом руським. Ймовірно, люди жили на теренах села ще з часів Київської Русі. Згодом син Катерини Кміти Микола Стадницький отримав село у власність.
В 1785 село мало 14.41 кв км земельних угідь, мешканці — 102 греко-католики, 195 римо-католиків і 7 юдеїв.
На 01.01.1939 у селі було 1150 жителів (540 українців-грекокатоликів, 200 українців-римокатоликів, 360 поляків і 50 євреїв). Село належало до Ліського повіту Львівського воєводства. У середині вересня 1939 року німці окупували село, однак уже 26 вересня 1939 року мусіли відступити з правобережної частини Сяну, оскільки за пактом Ріббентропа-Молотова вона належала до радянської зони впливу. 27.11.1939 постановою Президії Верховної Ради УРСР село в ході утворення Дрогобицької області включене до неї. Територія ввійшла до складу утвореного 17.01.1940 Ліськівського району (районний центр — Лісько). Наприкінці червня 1941, з початком Радянсько-німецької війни, територія знову була окупована німцями. В липні 1944 року радянські війська знову оволоділи територією села. В березні 1945 року територія віддана Польщі.
В 1945–1947 роках все українське населення було насильно переселене до СРСР і новоздобутих північних районів Польщі.
До 1951 року в складі Нижньо-Устрицького району Дрогобицької області УРСР існувала Солинська сільська рада.
Село перенесено через будівництво в 1961-1968 рр. Солинської ГЕС-ГАЕС і затоплення Солинським водосховищем.
У 1975-1998 роках село належало до Кросненського воєводства.

### Церква Преображення

Церква Преображення у Солині,
споруджена у 1937 р.,
зруйнована у 1960-х роках.

Церква філіальна, парафії с. Полянчик Балигородського деканату. Дерев'яна, збудована в 1828 році. Біля церкви була побудована дзвіниця. На місці старої, була поставлена нова дерев'яна церква в 1937 році, в формі хреста. З 1947 року була використана, як костел. Зачинена в 1961 році і незабаром розібрана. В замку-музеї в Ланьцуті зберігається 13 ікон ХІХ ст., 2 з XVII ст. (Св. Димитрій і Св. Миколай), три хрести і інші предмети з цієї церкви; в музеї народної архітектури і побуту в Сяніку — ікони Св. Іоана Хрестителя (XVII ст.) і Таємна вечеря (XVIII ст.); в Національному музеї в Кракові — Преображення (XVIII ст.).
Кількість вірних, греко-католиків: 1840 — 272 осіб, 1859 — 294, 1879 — 220, 1899 — 440, 1926 — 480, 1936 — 540 осіб відповідно.

## Демографія
Демографічна структура станом на 31 березня 2011 року:
|          | Загалом | Допрацездатний вік | Працездатний вік | Постпрацездатний вік |
| -------- | ------- | ------------------ | ---------------- | -------------------- |
| Чоловіки | 216     | 47                 | 143              | 26                   |
| Жінки    | 210     | 36                 | 128              | 46                   |
| Разом    | 426     | 83                 | 271              | 72                   |